# منتخب الصومال لكرة السلة للسيدات
منتخب الصومال الوطني لكرة السلة للسيدات هو ممثل الصومال الرسمي في المنافسات الدولية في كرة السلة للسيدات.